# Sailor Beware! (film)
Pour plus de détails, voir Fiche technique et Distribution.
Sailor Beware! est un film britannique réalisé par Gordon Parry, sorti en 1956.

## Synopsis
Un marin hésite à épouser sa fiancée, sa future belle-mère ayant tendance à régenter la vie des futurs mariés.

## Fiche technique
- Titre original : Sailor Beware!
- Titre américain : Panic in the Parlor
- Réalisation : Gordon Parry
- Scénario : Philip King, Falkland Cary (en), d'après leur pièce éponyme
- Direction artistique : Norman Arnold
- Costumes : Bridget Sellers
- Son : Peter Handford, Bob Jones
- Montage : Stanley Hawkes
- Musique : Peter Akister
- Production : Jack Clayton
- Société de production : Remus Films, Romulus Films
- Société de distribution : Independent Film Distributors
- Pays d'origine :  Royaume-Uni
- Langue originale : anglais
- Format : Noir et blanc  — 35 mm — son mono
- Genre : Comédie
- Durée : 81 minutes
- Dates de sortie : Royaume-Uni : 4 septembre 1956

## Distribution
- Peggy Mount (en) : Emma Hornett
- Shirley Eaton : Shirley Hornett
- Ronald Lewis (en) : Albert Tufnell
- Cyril Smith : Henry Hornett
- Esma Cannon : Edie Hornett
- Gordon Jackson : Carnoustie Bligh
- Geoffrey Keen : Révérend Purefoy
- Thora Hird : Mme Lack
- Joy Webster : Daphne Pink
- Eliot Makeham : Oncle Brummell
- Michael Caine : un marin (non crédité)